# تابورائو
تابورائو (به لاتین: Taburao) یک منطقهٔ مسکونی در کیریباتی است که در جزایر گیلبرت واقع شده‌است. تابورائو ۳۲۲ نفر جمعیت دارد.